# Hydra vulgaris
Hydra vulgaris ist eine Süßwasserpolypenart.

## Merkmale
Hydra vulgaris ist eine bräunliche Hydra von 5 bis 15 mm Länge, deren Rumpf sich gleichmäßig von dem Kranz aus fünf bis 12 Tentakeln bis zur Knospungszone erweitert und dann ohne Absatz in den schwächer pigmentierten Stiel übergeht. Die Tentakeln erreichen, je nach Streckungszustand etwa die halbe bis doppelte Länge des Rumpfes.

### Nesselzellen
Alle Nesselzellen von Hydra vulgaris sind relativ groß. Die Größe der breiten und rundlichen Stenotelen (15,8 ± 3,1 × 12,4 ± 2,8 µm) und der Desmonemen (7,9 ± 0,5 × 5,3 ± 0,4 µm) schwankt dabei deutlich und klonabhängig. Die holotrichen Isorhizen sind zylindrisch bis nierenförmig (12,2 ± 0,8 × 4,8 ± 0,4 µm) und weisen bis zu sechs, meist aber vier verdickte erste Windungen des Nesselschlauchs auf, die senkrecht bis leicht schräg zur Längsachse der Kapsel stehen. Die atrichen Isorhizen sind zylindrisch bis oval (9,9 ± 1,1 × 4,2 ± 0,5 µm) mit longitudinal gewundenem Schlauch.

### Vegetative Fortpflanzung
Hydra vulgaris bildet meist ein oder zwei, seltener bis zu vier Knospen, die alternierend oder leicht spiralig angeordnet sind und bei denen alle Tentakeln gleichzeitig angelegt werden.

### Geschlechtliche Fortpflanzung

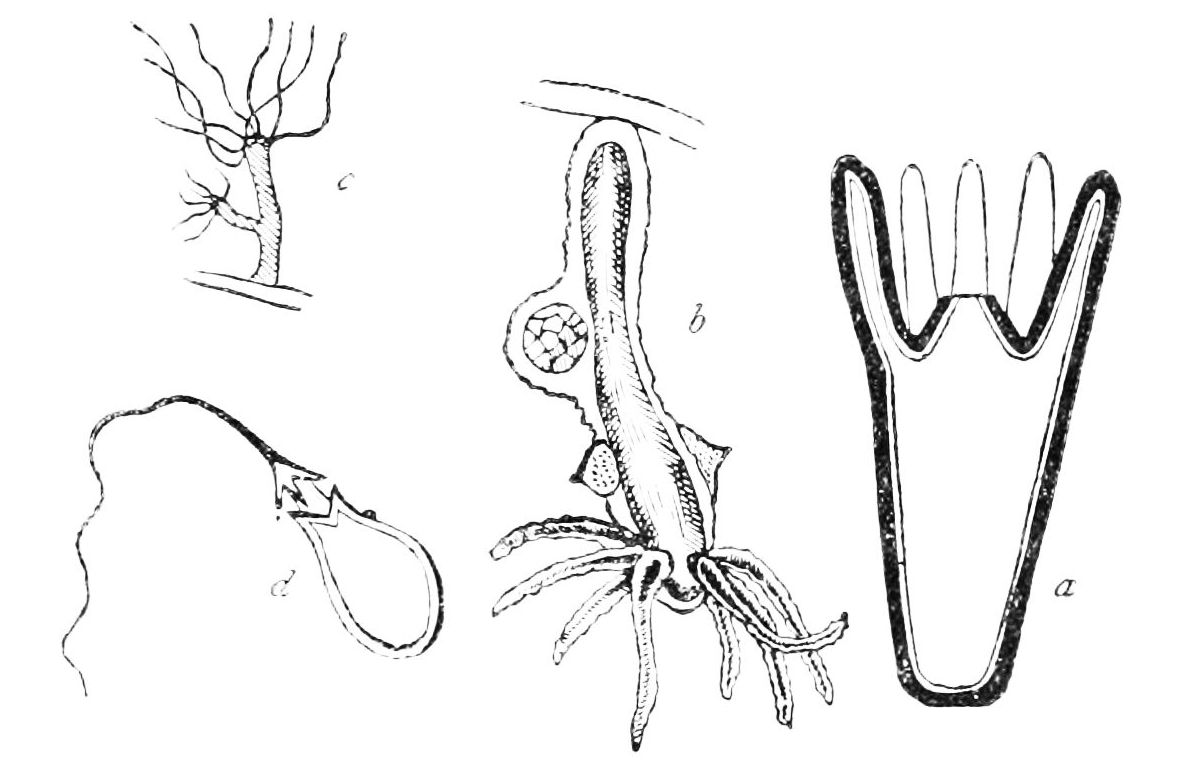
Übersicht zu Hydra vulgaris aus Popular Science Monthly (1879). „b“ zeigt ein Individuum mit zwei Hoden und einem Ei.

Im Freiland tritt geschlechtliche Fortpflanzung Im Frühjahr und Herbst auf. Im Allgemeinen sind die Individuen dabei eingeschlechtlich, allerdings kommt es gelegentlich zum Geschlechtswechsel. Hoden und Eiflecken können dabei in geringer Zahl neben Knospen angelegt werden oder in größerer Zahl, wobei die Knospenbildung unterdrückt ist. Bei männlichen Individuen werden bis zu 20 Hoden in unregelmäßiger Anordnung angelegt, die als kleine weiße, elliptische Erhebungen beginnen und innerhalb von vier Tagen zu gewölbten Strukturen mit deutlichem Nippel anwachsen, deren Spitze mehrmals anschwillt und Spermien abgibt. Nach sieben bis acht Tagen sind sie wieder verschwunden.
Bei weiblichen Tieren werden ein bis drei oder sechs drüsenreiche Eiflecken angelegt, in deren Zentrum sich die Eizellen bilden. Die Embryothek weist sehr variable, etwa ein Achtel des Eidurchmessers erreichende und oft gegabelte Stacheln auf und verbleibt oft längere Zeit am Muttertier.
Bei den selten auftretenden zwittrigen Individuen treten Hoden und Eiflecke entlang des Rumpfes ungeordnet auf.

## Verbreitung
Hydra vulgaris kommt auf allen Kontinenten außer der Antarktis in Süßwasser bei Temperaturen von 7 bis 29 °C vor. In Europa umfasst das Verbreitungsgebiet das Festland und die britischen Inseln.

## Taxonomische Geschichte

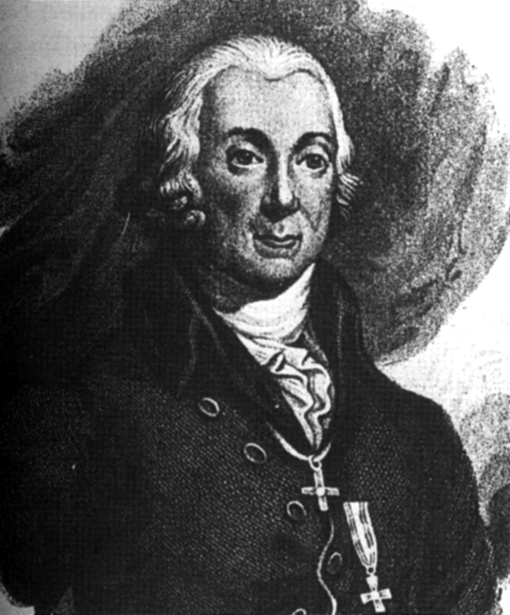
Peter Simon Pallas, Erstbeschreiber von Hydra vulgaris

Die ersten Beschreibungen von Süßwasserpolypen stammen aus dem Jahr 1704 von Antoni van Leeuwenhoek und einem anonymen Autor, wobei ersterer wahrscheinlich Hydra oligactis und zweiterer wahrscheinlich Hydra vulgaris beschrieb. 1743 und 1744 beschrieben Henry Baker beziehungsweise Abraham Trembley neben diesen beiden Arten eine weitere, grüne Art (Hydra viridissima) und 1755 beschrieb August Johann Rösel von Rosenhof vier Arten, einen orange-gelben, langarmigen (vulgaris), einen braunen (oligactis), einen grünen (viridissima) und einen neuen blassen, kurzarmigen (attenuata) Polypen. Carl von Linné erwähnte 1746 in der Fauna Suecica eine Hydra viridis und prägte 1758 in der zehnten Auflage von Systema Naturæ den binominalen Namen Hydra polypus. 1766 beschrieb Peter Simon Pallas die vier schon bei Rösel genannten Arten als Hydra vulgaris, Hydra oligactis, Hydra viridissima und Hydra attenuata und prägte damit die heute gültigen Artnamen, allerdings ohne dabei auf Linnés Hydra polypus einzugehen. Dieser wiederum beschrieb die vier genannten Arten 1767 in der zwölften Auflage von Systema Naturæ als Hydra grisea, Hydra fusca, Hydra viridis und Hydra pallens. In der Folge beschrieben verschiedene Autoren zahlreiche weitere Hydra-Arten und verwendeten die von Pallas und Linné vergebenen Namen uneinheitlich, so dass an der Wende zum 20. Jahrhundert große Unsicherheit bei der Zuordnung der wissenschaftlichen Namen zu den Arten bestand. Nach mehreren Versuchen, die Systematik der Süßwasserpolypen zu klären, fasste Paul Schulze 1917 das vorhandene Wissen über Arten und Merkmale in einer systematischen Übersichtsarbeit zusammen, wies dabei allerdings den Namen Hydra vulgaris einer seltenen zwittrigen, bis heute nicht eindeutig identifizierten Hydra zu und den Namen Hydra attenuata der Hydra vulgaris von Pallas. In späteren Arbeiten fasste er diese beiden Formen als Unterarten einer Art, also Hydra vulgaris vulgaris und Hydra vulgaris attenuata zusammen. 1989 klärte Richard D. Campbell schließlich die Identität der von Pallas beschriebenen Arten auf. In älteren Arbeiten wird Hydra vulgaris daher häufig als Hydra attenuata oder Hydra vulgaris attenuata angeführt. Heute wird auch meist die 1947 von Itô beschriebene Hydra magnipapillata als conspezifisch mit Hydra vulgaris angesehen.